# Captain Hollywood
Captain Hollywood, pseudonimo di Tony Dawson Harrison (Newark, 9 agosto 1962), è un rapper, ballerino e coreografo statunitense naturalizzato tedesco che ha avuto successo creando le basi della musica genere Eurodance, creando diversi progetti tra cui appunto Captain Hollywood Project.
Dal 1985 al 1987 Tony iniziò a produrre propria musica, pubblicando i suoi primi tre singoli e l'album Captain Hollywood Project. Durante questo periodo collaborò anche con C. C. Catch come secondo cantante, rapper e ballerino.

## Le origini
Harrison, nativo della città di Newark (New Jersey) negli Stati Uniti, prestò servizio in Germania con il grado di capitano dell'esercito degli Stati Uniti, e venne soprannominato "Captain Hollywood" perché spesso si metteva a ballare, anche in uniforme. Iniziò a ballare la break dance in Europa esibendosi inizialmente in programmi di musica anni '80 come "Formel Eins". Comparve poi in alcune serie TV tedesche e rappresentò la Germania al Festival di Cannes come candidato al premio per il film musical di break dance "Beat Street".

## Discografia

### Album
| Anno | Titolo           | Posizione in classifica | Posizione in classifica | Posizione in classifica | Posizione in classifica | Registrato da                        |
| Anno | Titolo           | GER                     | AT                      | SW                      | UK                      | Registrato da                        |
| ---- | ---------------- | ----------------------- | ----------------------- | ----------------------- | ----------------------- | ------------------------------------ |
| 1990 | Street moves     | -                       | -                       | 25                      | 69                      | Twenty 4 Seven feat. Capt. Hollywood |
| 1993 | Love Is Not Sex  | 9                       | 15                      | 9                       | -                       | Captain Hollywood Project            |
| 1995 | Animals or Human | 42                      | -                       | 41                      | -                       | Captain Hollywood Project            |
| 1996 | The Afterparty   | -                       | -                       | -                       | -                       | Captain Hollywood                    |

Animals or Human vendette oltre 300,000 copie solo in Germania ed altre 350,000 in Francia.

### Singoli
| Anno | Titolo              | Posizione in classifica | Posizione in classifica | Posizione in classifica | Posizione in classifica | Registrato da                        | Album            |
| Anno | Titolo              | GER                     | A                       | CH                      | UK                      | Registrato da                        | Album            |
| ---- | ------------------- | ----------------------- | ----------------------- | ----------------------- | ----------------------- | ------------------------------------ | ---------------- |
| 1990 | "I Can't Stand It"  | 3                       | 2                       | 2                       | 7                       | Twenty 4 Seven feat. Capt. Hollywood | Street Moves     |
| 1990 | "Are You Dreaming?" | 16                      | 22                      | 4                       | 17                      | Twenty 4 Seven feat. Capt. Hollywood | Street Moves     |
| 1992 | "More and More "    | 1                       | 3                       | 3                       | 23                      | Captain Hollywood Project            | Love Is Not Sex  |
| 1993 | "Only With You"     | 4                       | 5                       | 5                       | 67                      | Captain Hollywood Project            | Love Is Not Sex  |
| 1993 | "All I Want"        | 22                      | 25                      | 30                      | -                       | Captain Hollywood Project            | Love Is Not Sex  |
| 1993 | "Impossible "       | 12                      | 15                      | 18                      | 29                      | Captain Hollywood Project            | Love Is Not Sex  |
| 1993 | "Piece of My Heart" | 8                       | ?                       | ?                       | -                       | Intermission feat. Captain Hollywood | -                |
| 1994 | "Only With You"     | -                       | -                       | -                       | 61                      | Captain Hollywood Project            | Love Is Not Sex  |
| 1995 | "Flying High"       | 18                      | 10                      | 15                      | 58                      | Captain Hollywood Project            | Animals or Human |
| 1995 | "Find Another Way"  | 22                      | 19                      | 25                      | -                       | Captain Hollywood Project            | Animals or Human |
| 1995 | "The Way Love Is"   | 71                      | -                       | -                       | -                       | Captain Hollywood Project            | Animals or Human |
| 1996 | "Over & Over"       | 45                      | 35                      | -                       | -                       | Captain Hollywood                    | The Afterparty   |
| 1996 | "Love & Pain"       | 50                      | -                       | -                       | -                       | Captain Hollywood                    | The Afterparty   |
| 1996 | "The Afterparty"    | -                       | -                       | -                       | -                       | Captain Hollywood                    | The Afterparty   |
| 2001 | "Danger Sign"       | 61                      | -                       | -                       | -                       | Captain Hollywood                    |                  |
| 2003 | "Axel F 2003"       | 18                      | -                       | -                       | -                       | Murphy Brown vs. Captain Hollywood   |                  |
| 2003 | "Flying High"       | 44                      | -                       | -                       | -                       | Captain Hollywood                    |                  |
| 2009 | "It Hurts With You" | -                       | -                       | -                       | -                       | Captain Hollywood                    |                  |